# بيريكيتو
بيريكيتو بلدية في ولاية ميناس جيرايس في المنطقة الجنوبية الشرقية من البرازيل.